# Batalha de Winterthur (1799)
A Batalha de Winterthur (27 de Maio de 1799) foi uma importante batalha entre elementos do Exército do Danúbio e forças do exército de Habsburg, comandadas por Friedrich Freiherr von Hotze, durante as guerras da Segunda Coligação, no contexto das Guerras revolucionárias francesas. A pequena cidade de Winterthur fica a 18 quilómetros a nordeste de Zurique, na Suiça. Por causa da sua posição num entroncamento de sete estradas, o exército que controlasse a cidade também controlava o acesso a muitas zonas da Suiça, e vias que atravessavam o Reno até ao Sul da Alemanha. Embora as forças envolvidas fossem de pequena dimensão, a capacidade dos austríacos de manter um assalto de onze horas à linha francesa, resultou na consolidação de três forças austríacas no planalto a norte de Zurique, e na primeira derrota dos franceses alguns dias mais tarde.
Em meados de 1799, os austríacos, liderados por Hotze e Heinrich von Bellegarde, retiraram o controlo de algumas zonas da República Helvética aos franceses, e expulsaram-nos dos Alpes Grison. Depois de derrotarem o Exército do Danúbio - 25 000 homens - de Jean-Baptiste Jourdan, nas batalhas de Ostrach e Stockach, o principal exército austríaco, comandado pelo arquiduque Carlos, atravessou o Reno na cidade suiça de Schaffhausen, para se juntar às forças de Hotze e Friedrich Joseph, nas planícies em redor de Zurique.
O Exército da Suiça francês e o Exército do Danúbio, ambos sob o comando de André Masséna, foram enviados para prevenir aquela união de forças. Masséna enviou Michel Ney, e uma pequena força mista de cavalaria de Zurique, para bloquear as tropas de Hotze em Winterthur. Apesar de um combate difícil, os austríacos conseguiram expulsar os franceses das terras altas de Winterthur, embora ambos os lados sofressem pesadas baixas. A partir do momento em que ocorreu a união dos exércitos dos Habsburg no início de Junho, o arquiduque Carlos atacou posições francesas em Zurique e forçou os franceses a retirar para além do rio Limmat.